# Gina Andersen-Moen
Gina Andersen-Moen, född 5 maj 1857, död 1949, var en norsk sömmerska och egenföretagare från Mogreina i Ullensaker. Hon var i många år ägare av en välkänd syateljé på Drammensveien i Oslo, som hade som mest 80 anställda. Flera plagg som är designade och gjorda av Andersen-Moen finns utställda på flera olika norska museer, bland annat på Nasjonalmuseet. Förutom sin karriär som profilerad sömmerska i Oslo var hon engagerad i en rad föreningar och arbetslag, speciellt inom missions- och nykterhetsrörelsen.

## Biografi
Gina Andersen-Moen föddes den 5 maj 1857 som det tredje barnet i en syskonskara på tolv. Familjen bodde på gården Møllerstad i Mogreina i Ullensaker kommun. Hennes pappa Johan Andersen arbetade som bonde och plåtslagare. Mamman Anne Kristi Olesdatter var husmor på gården, och såg till att barnen lärde sig hemsysslor. Det var av sin mamma Gina tidigt lärde sig att spinna, väva, sy och brodera. Av de fem döttrarna på Møllerstad var Gina pappa Johans klara favorit, och hon var ofta med i hans verkstad som hans «lilla arbetskamrat» från det hon var 9 år gammal. Pappan arbetade även som "rodemester" i bygden. Gina var även med på detta jobb, då som kontorist, och hon gjorde även pappans gårdsarbete när han inte var hemma. Genom detta lärde hon sig att vara arbetsam och noggrann, och blev intresserad av organisatoriskt arbete.
Ryktet gick i bygden att barnen på Møllerstad var arbetsamma och kunde det mesta, inkluderat att sy klädesplagg. När en rik godsägarfru från en storgård i närheten upptäckte att i synnerhet Gina var en talangfull sömmerska, bjöd hon med Gina till Christiania så att hon kunde vidareutveckla sina färdigheter. Den 4 januari 1885 etablerade Andersen-Moen sin första systuga på Nedre Slottväg. Hon hade vid detta tillfället ingen formell utbildning som sömmerska, men fick så småningom möjlighet att resa till Paris för att utbilda sig. Detta gjorde hon med ett bidrag på 1400 kronor från familjen.

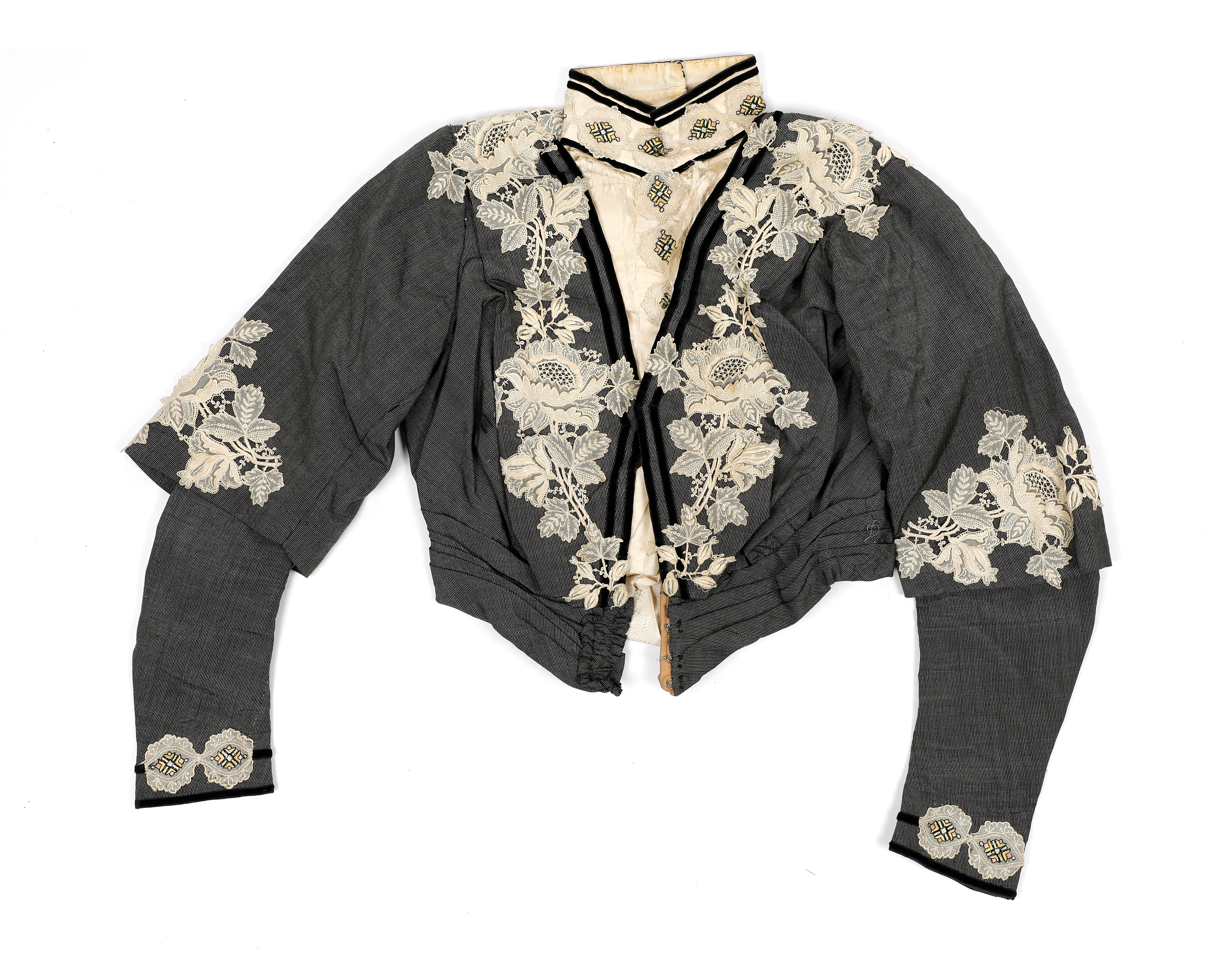
Kjoleliv av Gina Andersen-Slätten, producerat före 1900 i Christiania. Från Glomdalsmuseets samlingar.

Då Andersen-Moen kom tillbaka till Christiania fick hon snabbt ett rykte av att vara den bästa sömmerskan i staden, och fick många uppdrag från kunder bland huvudstadens högre samhällsskikt. Efterhand som uppdragen blev fler etablerade hon en större systuga i Drammensveien 6, och senare i nummer 26B. Verksamheten växte snabbt, och Andersen-Moen hade som mest 70 till 80 anställda. Utöver att sy klädesplagg till kunder i Oslo och resten av Norge, hade företaget kunder i utlandet, och skickade sina varor så långt som Amerika och Japan. Själv åkte Andersen-Moen till Europa för att hämta inspiration.

## Senare liv, engagemang och eftermäle
Gina Andersen-Moen var aktiv i norskt föreningsliv, och hon var med i flera olika organisationer. Hon engagerade sig i synnerhet i missions- och nykterhetsrörelsen.
Även om hon hade en lång karriär och ett liv i huvudstaden, hade Andersen-Moen likväl ett starkt förhållande till släkten och sin hembygd i Ullensaker. Innan hon sålde sin verksamhet 1920 hade hon låtit bygga en villa i Mogreina en liten bit från barndomshemmet, och bodde där merparten av tiden från pensionen fram till sin död. Denna villan kallade hon för «Bjørtomthagan».
Hon gav stora summor till byggandet av Mogreina kyrka 1911–1912, i synnerhet bidrog hon med mycket pengar till inredning och utsmyckning av koret. På konsekrationen den 12 juli 1912 var Gina Andersen-Moen fadder för det allra första barnet som döpts i kyrkan. Då det planerades att bygga gravkapell till kyrkan 1937, satt Gina Andersen-Moen i byggnadskommittén och tog initiativ till en insamling där hon själv bidrog med merparten av pengarna. På 90-årsdagen 1947 blev hon hyllad som bygdens stora dotter, och fick hälsningar från hemkommunen och huvudstaden. Gina Andersen-Moen dog två år senare och begravdes vid Mogreina kyrka. Andersen-Moen har ett legat uppkallat efter sig, som utdelas till ungdomar i Ullensaker som bidrag till utbildning inom praktiskt jobb.
Flera klänningar och andra plagg som är designade och gjorda av Andersen-Moen är utställda i en rad olika norska museer, bland annat hos Nasjonalmuseet.

## Värv
- Rebekkalogen St. Sunniva, ordförande
- Oslo Systuechefers förening, ledare
- Oslo kommunala kvinnliga skrädderskola, medlem av tillsynrådet
- Goodtemplarlosjen, högsta graden
- Hvitebånds mødrehjem, ordförande
- Mogreina kvinnoförening, ordförande